# Issa Kobajaši

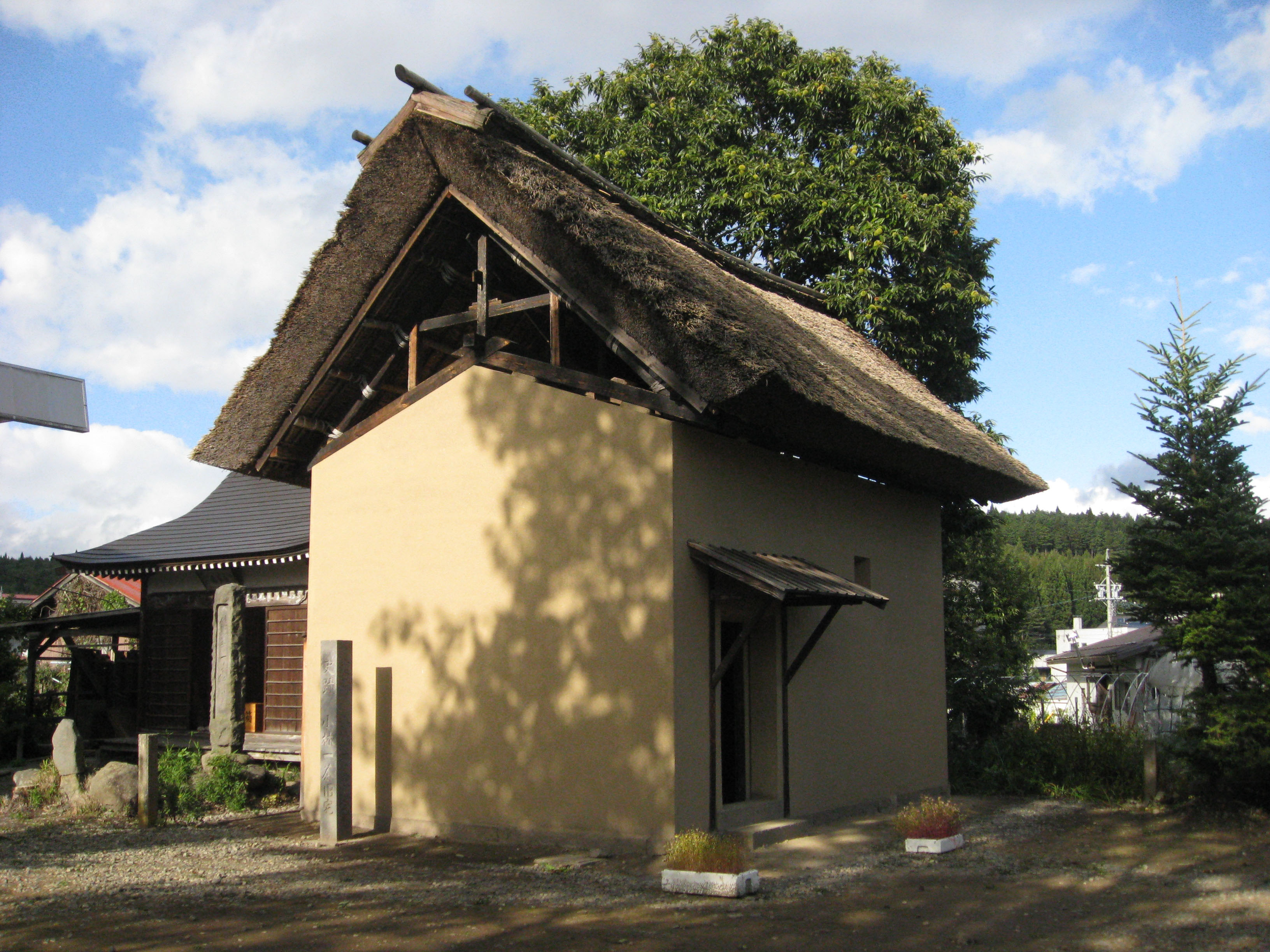
Issův sklad v Kašiwabaře

Issa Kobajaši (japonsky 小林 一茶, Kobajaši Issa; 15. června 1763, Kašiwabara, provincie Šinano – 19. listopadu 1827, tamtéž) byl japonský básník a laický buddhistický mnich sekty Džódó Šinšú známý jako autor básní haiku. Vlastním jménem Nobujuki Kobajaši (小林 信之) proslul pod svým uměleckým jménem Issa, což v japonštině znamená „šálek čaje“. Patří mezi čtyři největší mistry haiku, kam jsou kromě něho ještě řazeni Macuo Bašó, Buson Josa a Masaoka Šiki.

## Život
Pocházel z rodiny středního rolníka. Ve věku tří let ztratil matku. O pět let později se jeho otec znovu oženil, ale starala se o něho i nadále jeho babička, která však zemřela, když mu bylo čtrnáct let. Otec jej pak pro neustálé konflikty s macechou poslal do Eda do učení. Během učňovských let se začal zajímat o poezii haiku, ve dvaceti čtyřech letech ji začal studovat u básníka Čikua Kobajašiho, který byl hlavou básnické školy Nirokuan (二六庵). Ve dvaceti devíti letech začal svou sedmiletou pouť po Japonsku a poté žil poměrně nuzně v Edu. Když onemocněl jeho otec, vrátil se do rodné vsi, aby jej ošetřoval. Po jeho smrti roku 1801 se musel soudit se svou macechou o dědictví, protože ta si nárokovala otcův majetek celý. Po dlouhých letech soudních pří získal polovinu otcova majetku a mohl se ve čtyřiceti devíti letech usadit v rodném domě. O rok později se oženil a založil rodinu. Avšak v raném věku mu zemřely tři děti a roku 1823 i manželka. O rok později se opět oženil, ale během tří měsíců se manželství rozpadlo. O dva roky později se oženil ještě jednou. Když pak roku 1827 přišel při požáru o dům, ubytoval se ve skladu, který dodnes stojí. Zde také roku 1827 zemřel.

## Dílo
Jako básník byl Issa Kobajaši velmi plodný. Dochovalo se téměř 20 000 jeho básní, ve kterých s něžným pohledem a dětskou čistotou zaznamenával své pocity a postřehy. Nepřidržoval se zcela tradičních pravidel pro básně haiku a výrazně rozšířil jejich tematický okruh, když kromě přírodních motivů (měsíc, květy, vítr, voda, zvířata, hmyz) kladl důraz také na soucítění se slabými. Používal i hovorové výrazy a dialekt, humor i satiru. Velká část jeho básnické tvorby je obsažena v jeho denících psaných poetickou prózou haibun, kterých je celkem osm. Nejvíce jsou oceňovány:
- Čiči no šúen nikk (1801, 父の終焉日記. Deník z posledních dnů otcových), deník z doby, kdy ošetřoval svého na smrt nemocného otce.
- Šičiban nikki (1810–18, 七番日記, Sedmý deník),
- Hačiban nikki (1819–21, 八番日記, Osmý deník).

Z básnických sbírek je nejznámější Ora ga haru (1819, おらが春, Moje jaro), ve které vyjádřil svou radost nad narozením dcery i žal nad její smrtí. V jeho pracích se dá také nalézt více než 250 básní renga (dlouhá báseň skládaná v kolektivu), na nichž spolupracoval.

## Ukázka z poezie
I v obraze pekla

si na plotě

zpívá skřivánek

Nezabíjej mouchu

nevidíš, jak spíná ručičky

jak prosí?

Žába se tváří

jako by právě vykvákala

na oblohu mrak

(přeložil Antonín Líman)

## Česká vydání
- Mléčná dráha, Japonské sdružení při Orientálním ústavě, Praha 1937, přeložil Alfons Breska, antologie z japonských básníků haiku XVII. a XVIII. století, znovu Aurora, Praha 1999.
- Pár much a já, DharmaGaia, Praha 1996, přeložil Antonín Líman, malý výběr z japonských haiku.
- Můj Nový rok, Paseka, Praha a Litomyšl 2004, přeložila Zdenka Švarcová, deník,
- Boží člověk Issa, DharmaGaia, Praha 1996, přeložil Antonín Líman, výběr z haiku.